# Niek van Oosterum
Niek van Oosterum (Den Helder, 16 april 1974) is een Nederlands pianist.
Van Oosterum nam zijn eerste pianolessen op zevenjarige leeftijd. In 1987 vervolgde hij zijn studie bij Jan Wijn aan het Conservatorium van Amsterdam. Daar behaalde hij zijn conservatoriumdiploma met onderscheiding in juni 1998. Begin 2000 werd Niek toegelaten tot de Universität der Künste Berlin, alwaar hij studeerde bij Professor Elena Lapitskaja. Deze studie is mede mogelijk geworden doordat onder andere het Clara Haskil Fonds Niek een beurs heeft toegekend. In 2004 behaalde hij ook in Berlijn met succes zijn diploma. Aansluitend studeerde hij Konzertexamen bij professor Boris Bloch aan de Folkwang Hochschule in Essen, alwaar hij in februari 2006 zijn examen met “Außzeichnung” aflegde. Niek heeft daarnaast nog masterclasses gevolgd bij onder andere Giorgy Sebök, Eugen Indjicen en Vitaly Margulis.
Na het winnen van diverse concoursen in Nederland (Steinway, 1986; SJMN, 1988; Edith Stein Concours, 1989) kwam zijn grote doorbraak in 1990 toen hij de eerste prijs won van het Eurovisie Concours “Eurovision Young Musician of the Year” te Wenen. In de jaren daarna speelde hij met onder andere het Orkest van het Oosten, Het Gelders Orkest, het Residentie Orkest, het Koninklijk Orkest van Vlaanderen, het Orquesta Filarmónica de Buenos Aires, de Stuttgarter Philharmoniker en de Berliner Symphoniker (onder andere in de Philharmonie te Berlijn).
In mei 2005 wint Niek de “Förderpreis des Köhler Osbahr Stiftung” in Duisburg. Aansluitend speelde hij op het presentatieconcert in het Theater van Duisburg.
Naast solorecitals speelt Niek ook regelmatig in kamermuziekverband. Zo vormt hij een tweepiano-duo met Bas Verheijden (1998 Gouden Vriendenkrans, 1999 presentatieconcert Nederlands Impresariaat) en een viool-pianoduo met Saskia Viersen.

## Discografie
- Tsjaikowski, Pianoconcert nr. 1, met Berliner Symphoniker
- Stravinsky, Concert voor piano en blaasorkest, met de Koninklijke Militaire Kapel
- Franck, Respighi, Sonates voor viool en piano, met Saskia Viersen